# 三架街道
三架街道是中华人民共和国湖南省衡陽市耒阳市下辖的一个街道办事处。2015年11月18日经湖南省人民政府批准，12月份正式成立。

## 行政区划
三架街道下辖以下村级行政区划单位：
青麓社区、三桥社区、七岭社区、白洋渡村、双泉村、元木村、皂丰村、大胜村、大塘村和大丰村。